# Tar
Tar là một thị trấn thuộc hạt Nógrád, Hungary. Thị trấn này có diện tích 27,34 km², dân số năm 2010 là 1903 người, mật độ 70 người/km².